# 丸山 (横浜市)
丸山（まるやま）は、神奈川県横浜市磯子区北部に所在する町名で、現行行政地名は丸山一丁目及び丸山二丁目。住居表示実施済み区域。

## 地理
横浜市磯子区最北部に所在し、隣接する町は、北が南区堀ノ内町、西と南が滝頭一丁目、二丁目、三丁目となっている。堀割川の対岸は南区中村町5丁目、磯子区上町、馬場町となっている。
戦前には今の丸山二丁目の大部分に横浜刑務所が存在したが、1923年の関東大震災によって倒壊した。1928年10月20日には丸山二丁目に横浜市立滝頭小学校が開校した。また、一丁目には上町より横浜商業高等学校別科が移転してきたほか、2000年代初頭までは大井製作所（現・三井金属アクト）の本社・工場が存在した。なお、2008年3月までには東海旅客鉄道（JR東海）の社宅もあったが、後に民間に売却された。

### 河川
- 堀割川 - 東辺を南流する人工河川。川沿いを国道16号が通る。町内の北に天神橋、南に根岸橋がある。

### かつての字
町内には面積に対し比較的かつての字が多く、珍しい名前の字も見受けられる。
- 一丁目にあった字
  - 分田 - 公園の名に残っている。二丁目にまたがる。
  - 丸山 - 町名の由来となった。
  - 柿ヶ谷
  - 堂免
  - 中山
  - テロフ - 「寺分」（寺の領分）が由来と考えられている[5]。
  - 餓鬼ヶ谷
  - 荒畑
  - 谷臺（谷台） - 現在の地図では滝頭一丁目の一部となっている。
- 二丁目にあった字
  - 分田 - 一丁目にまたがる。
  - 廣地（広地） - 四間道路より南かつ滝頭疎開道路より東の区画は滝頭三丁目に編入された。
- その他
  - 富士塚 - 堀割川の対岸にあった飛び地。横浜市南区中村町5丁目に編入された。

### 地価
住宅地の地価は、2025年（令和7年）1月1日の公示地価によれば、丸山1-26-14の地点で19万6000円/m²となっている。

## 歴史

### 沿革
- 1965年（昭和40年）1月1日 -  住居表示の実施（磯子区磯子・滝頭地区）[7]に伴い、丸山町、滝頭町、西根岸上町、西根岸馬場町の各一部から丸山一丁目、丸山二丁目を新設する[8]。

### 町名の変遷
| 実施後     | 実施年月日               | 実施前（各町名ともその一部）                     |
| ---------- | ------------------------ | ------------------------------------------------ |
| 丸山一丁目 | 1965年（昭和40年）1月1日 | 丸山町、滝頭町、西根岸上町の各一部               |
| 丸山二丁目 | 1965年（昭和40年）1月1日 | 丸山町、西根岸上町、西根岸馬場町、滝頭町の各一部 |

## 世帯数と人口
2025年（令和7年）6月30日現在（横浜市発表）の世帯数と人口は以下の通りである。
| 丁目       | 世帯数    | 人口    |
| ---------- | --------- | ------- |
| 丸山一丁目 | 2,163世帯 | 4,390人 |
| 丸山二丁目 | 863世帯   | 1,596人 |
| 計         | 3,026世帯 | 5,986人 |

### 人口の変遷
国勢調査による人口の推移。
| 年                 | 人口  |
| ------------------ | ----- |
| 1995年（平成7年）  | 5,411 |
| 2000年（平成12年） | 5,353 |
| 2005年（平成17年） | 5,657 |
| 2010年（平成22年） | 5,487 |
| 2015年（平成27年） | 5,797 |
| 2020年（令和2年）  | 5,855 |

### 世帯数の変遷
国勢調査による世帯数の推移。
| 年                 | 世帯数 |
| ------------------ | ------ |
| 1995年（平成7年）  | 1,870  |
| 2000年（平成12年） | 1,994  |
| 2005年（平成17年） | 2,176  |
| 2010年（平成22年） | 2,259  |
| 2015年（平成27年） | 2,517  |
| 2020年（令和2年）  | 2,681  |

## 学区
市立小・中学校に通う場合、学区は以下の通りとなる（2024年11月時点）。
| 丁目       | 番地 | 小学校             | 中学校             |
| ---------- | ---- | ------------------ | ------------------ |
| 丸山一丁目 | 全域 | 横浜市立滝頭小学校 | 横浜市立岡村中学校 |
| 丸山二丁目 | 全域 | 横浜市立滝頭小学校 | 横浜市立岡村中学校 |

## 事業所
2021年（令和3年）現在の経済センサス調査による事業所数と従業員数は以下の通りである。
| 丁目       | 事業所数  | 従業員数 |
| ---------- | --------- | -------- |
| 丸山一丁目 | 50事業所  | 586人    |
| 丸山二丁目 | 87事業所  | 634人    |
| 計         | 137事業所 | 1,220人  |

### 事業者数の変遷
経済センサスによる事業所数の推移。
| 年                 | 事業者数 |
| ------------------ | -------- |
| 2016年（平成28年） | 145      |
| 2021年（令和3年）  | 137      |

### 従業員数の変遷
経済センサスによる従業員数の推移。
| 年                 | 従業員数 |
| ------------------ | -------- |
| 2016年（平成28年） | 1,132    |
| 2021年（令和3年）  | 1,220    |

## 交通

### 鉄道
町内に鉄道はない。最寄り駅はJR根岸線根岸駅、横浜市営地下鉄ブルーライン吉野町駅または蒔田駅で、それぞれ徒歩10～20分程度かかる。

#### かつて存在した鉄道
- 横浜市電
  - 堀割川沿いの国道16号上を走っていた。
    - 町内に天神橋・根岸橋の電停のほか、戦前は毎月25日の岡村天満宮の天神祭の日のみ、丸山交番付近に電停名のない丸い看板が立ち、臨時の天神道仮停留所（電停名を岡村天神とする資料もある）が設置されていた[18]。

### バス
- 天神橋
- 根岸橋
  - それぞれ国道16号線上にあるバス停。車庫がある滝頭に近く、本数は多い。
    - 横浜市営バス 68・102・113・156・158・324（102系統の急行）・327（113系統の急行）・378（102系統の深夜バス）系統
    - 横浜京急バス 110系統
- 滝頭地域ケアプラザ前
  - 四間道路上にある。旧称・友愛病院前。
    - 横浜市営バス 9・78・133・361（21系統の深夜バス）・375（78系統の深夜バス）系統
- 丸山町公園
- 磯子フラット
  - それぞれ横浜市立脳卒中・神経脊椎センター設立に伴いバスが通るようになった。
    - 横浜市営バス 135系統

### 道路
- 国道16号（横須賀街道）
- 四間道路
- 滝頭疎開道路 - 四間道路以北は疎開道路ではない。
- 天神道路 - 岡村にある岡村天満宮への参道。

#### 計画が中止された道路
- 磯子浜松町線 - 滝頭疎開道路から天神橋付近を通る計画だった都市計画道路。2012年（平成24年）に計画が中止された[19]。

## 施設
- 横浜婦人クラブ愛児園（保育園）
- 横浜市立滝頭小学校
- 横浜商業高等学校別科 理容科・美容科
- 丸山町公園
- 丸山中公園
- 分田公園
- 丸山一丁目公園
- 丸山一丁目第二公園
- 丸山交番

### かつて存在した施設
- 横浜刑務所（根岸監獄） - 関東大震災の後、港南区に移転。
- 映画座 - 映画館。跡地は旧・横浜信用金庫根岸橋支店。
- 横浜信用金庫根岸橋支店 - 滝頭に移転。跡地はレンタルビデオショップの映画座（かつての映画館と同じ場所で同じ名前）となった後、現在は静岡中央銀行横浜支店。

## 店舗
- 食品スーパー
  - 富士シティオ 根岸橋店（2019年11月19日に一旦閉店。同月29日同町内の別場所に新築移転して再開店）
  - 京急ストア 磯子丸山店（2013年3月31日まではヨコサン磯子丸山店）
- コンビニエンスストア
  - セブンイレブン 横浜丸山町店
  - ローソン 磯子丸山一丁目店 ※2017年6月1日、同町内の別場所から移転して開店。
  - ファミリーマート 磯子丸山二丁目店
- ドラッグストア
  - クリエイトSD 磯子丸山店
- 飲食店
  - 吉野家 16号線磯子丸山店
- 市場
  - 丸山市場（丸山日用品市場） - 旧・千田市場。
- 商店街
  - 根岸橋通商店街 - 夏は7のつく日の夜に縁日が開催されている。主に根岸橋から滝頭小学校にかけての道路に面している。
  - 丸山仲通り商店街 - 丸山市場から旧・滝頭市場に続く商店街。
- フィットネスジム
  - エニタイムフィットネス 磯子丸山店 - 富士シティオ根岸橋店の2階部分に入居。
- 学習塾
  - 公文式 丸山二丁目教室（毎週月・木・金曜日のみ開講）
  - 学研 丸山教室（毎週火・金曜日のみ開講）
  - ECCジュニア 丸山1丁目教室（毎週火〜金曜日のみ開講）

## 金融機関
- 静岡中央銀行横浜支店

## 医療機関
- 内科
  - 武安医院
  - 林クリニック
  - なかや内科医院
  - 関谷内科
- 歯科
  - 丸山台歯科医院
  - 川田歯科医院
  - 林歯科医院
  - かもめ歯科医院
  - 水上歯科医院
- 整形外科
  - 矢吹整形外科
- 耳鼻咽喉科
  - 武安耳鼻咽喉科医院

## その他

### 日本郵便
- 郵便番号 : 235-0011[3]（集配局：磯子郵便局[20]）

### 警察
町内の警察の管轄区域は以下の通りである。
| 丁目       | 番・番地等 | 警察署     | 交番・駐在所 |
| ---------- | ---------- | ---------- | ------------ |
| 丸山一丁目 | 全域       | 磯子警察署 | 丸山交番     |
| 丸山二丁目 | 全域       | 磯子警察署 | 丸山交番     |

## 参考資料
- “横浜市町区域要覧” (PDF).   横浜市市民局 (2016年6月). 2022年9月6日閲覧。